# Венендал
Венендал (нід. Veenendaal, нід. вимова: [ˈveːnə(n)ˌdaːl] ( прослухати)) — місто у Нідерландах, у провінції Утрехт. Має статус окремого муніципалітету.
Засноване у середині 16-го сторіччя як поселення видобувачів торфу.

## Визначні мешканці
- Нікі Ромеро (нар. 1989) — нідерландський музикант і ді-джей
- Уссама Ель-Аззузі (нар. 2001) — нідерландський і марокканський футболіст

## Галерея

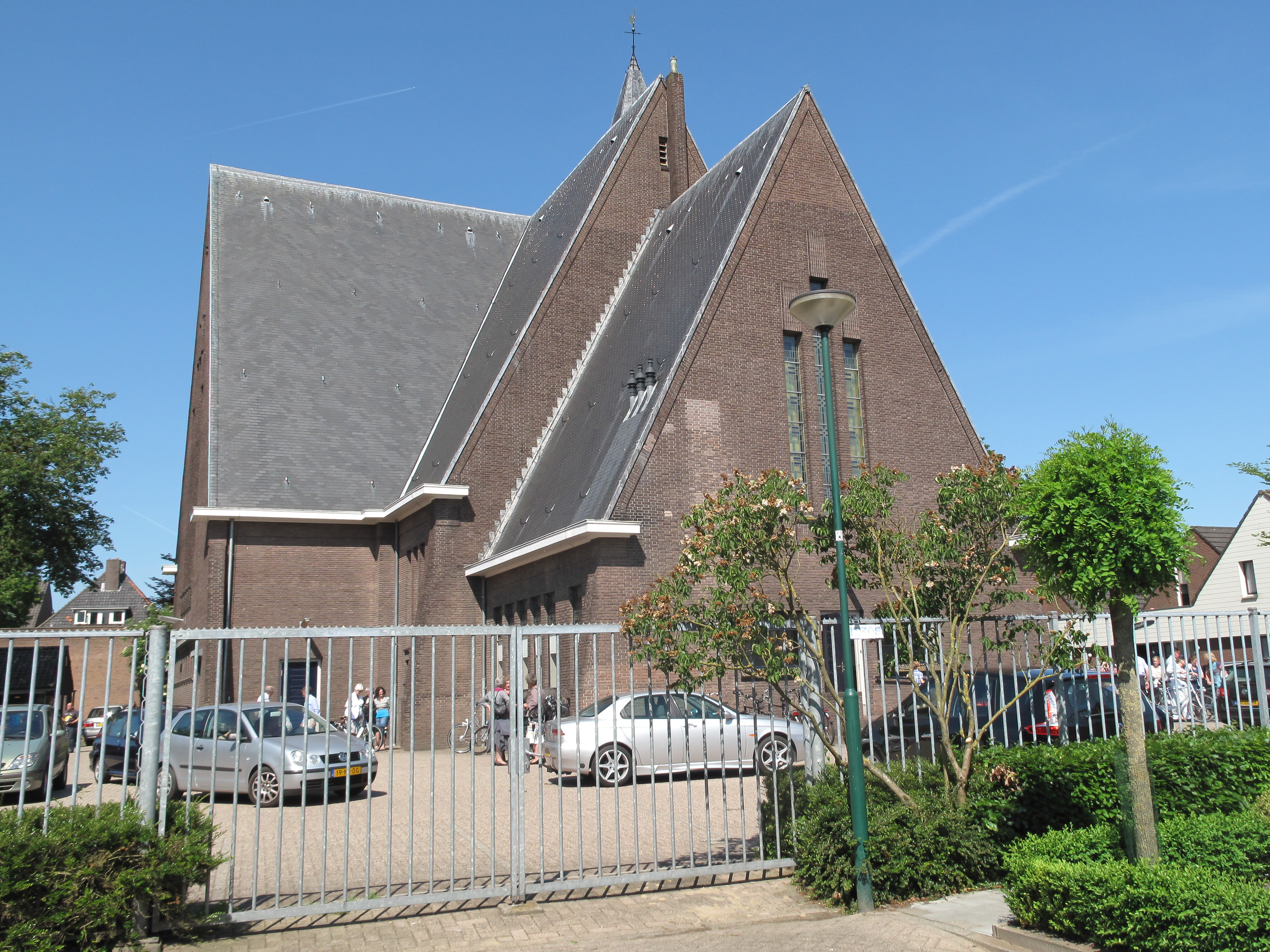
Реформістська церква
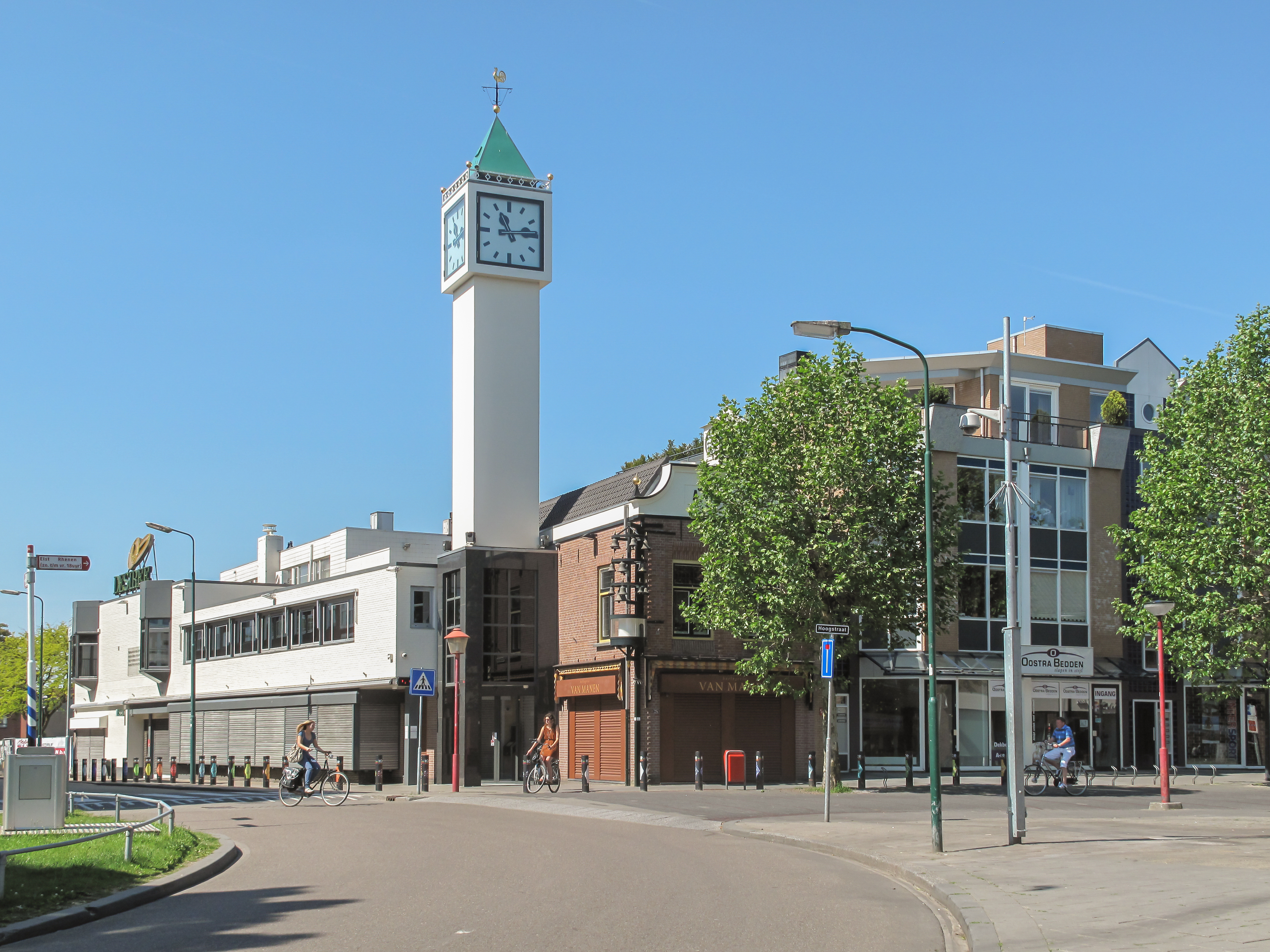
Вежа з годинником
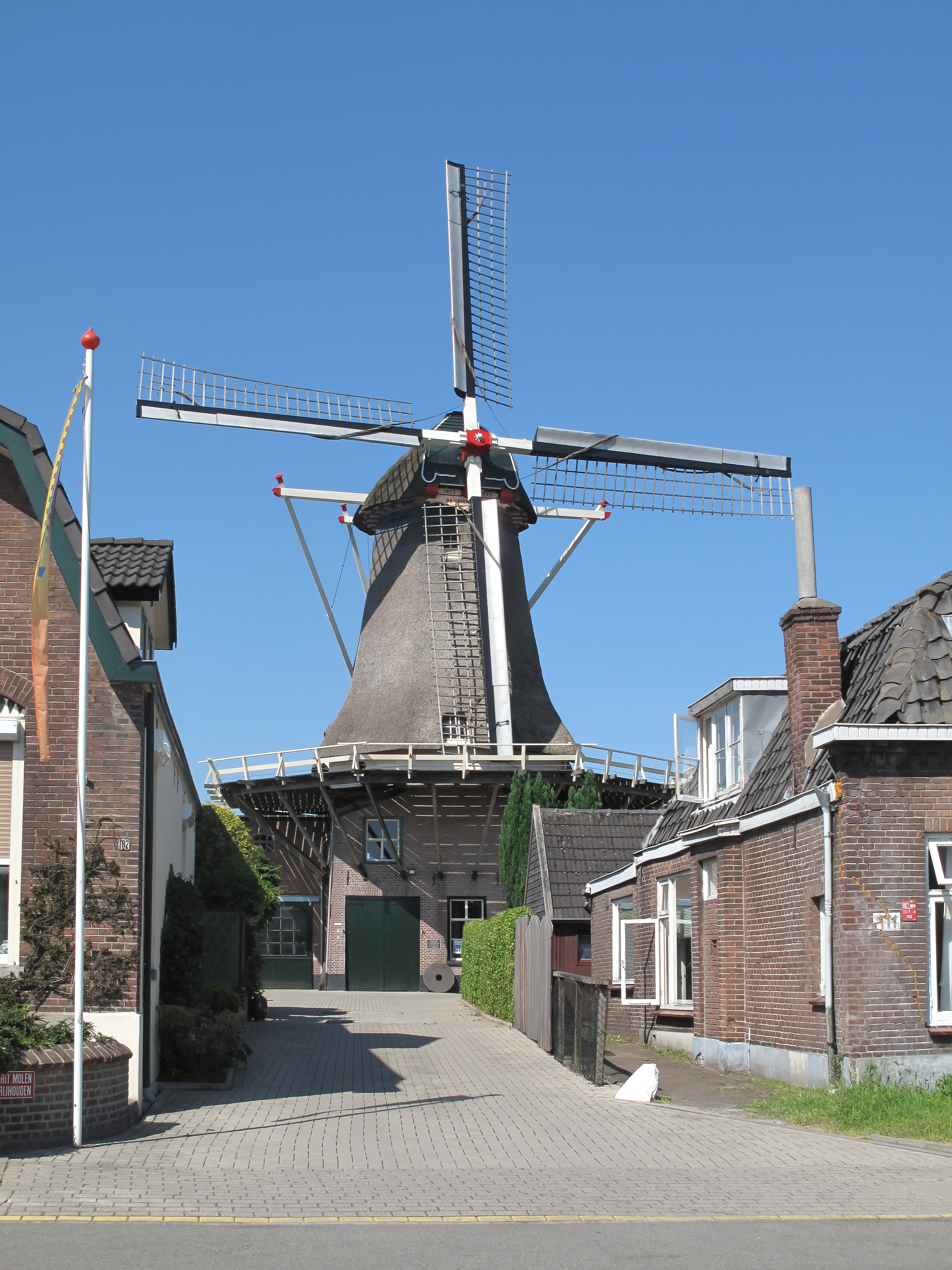
Вітряк у місті
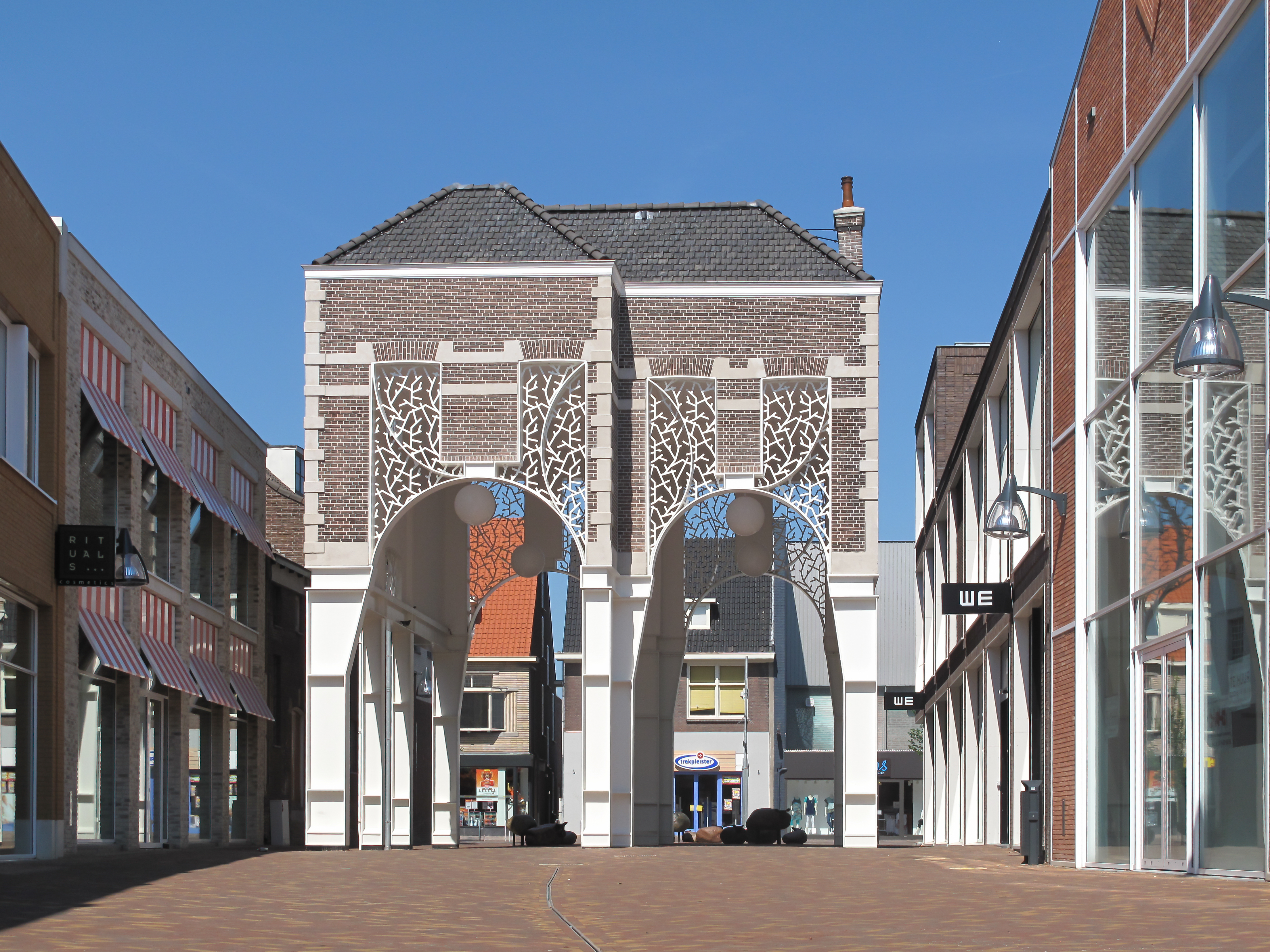
Міська брама